# Petra Kammerevert
Petra Kammerevert (Duisburg, 1º giugno 1966) è una politica tedesca, europarlamentare dal 2009 con il partito tedesco SPD.

## Educazione ed esperienze professionali
Petra Kammerevert si è diplomata presso il ginnasio comunale Lessing di Düsseldorf. Ha studiato sociologia e scienze politiche all'università di Duisburg.